# Муравейникова, Ольга Васильевна
Ольга Васильевна Муравейникова (род. 29 января 1979) — белорусская футболистка, нападающая. Выступала за сборную Белоруссии. мастер спорта РБ

## Биография
профессиональну карьеру начала в " Бобруйчанка" из Бобруйска в 1993 году.Входила в состав молодежной сборной РБ..
В начале XXI века выступала за российский клуб «Нева» (Санкт-Петербург) в соревнованиях по большому футболу и мини-футболу. В 2003 году, когда «Нева» проводила свой дебютный сезон в первом дивизионе, спортсменка стала лучшим бомбардиром клуба. В 2005 году со своей командой выступала в высшей лиге.
В сезоне 2005_2008 года выступала за команду Зорка-БДУ,.
В 2009—2010 годах играла в высшей лиге Белоруссии за клуб «Минчанка-БГПУ». По итогам сезона 2009 года включена в список 22-х лучших футболисток в стране. Летом 2010 года перешла в клуб «Виктория» (Вороново), где играла до конца профессиональной карьеры.
В составе сборной Белоруссии принимала участие в отборочных матчах чемпионата мира 1999. Автор «дубля» в ворота сборной Уэльса в 1998 году (3:3).